# Xã Harmony, Quận Hancock, Illinois
Xã Harmony (tiếng Anh: Harmony Township) là một xã thuộc quận Hancock, tiểu bang Illinois, Hoa Kỳ. Năm 2010, dân số của xã này là 326 người.